# Cephalochrysa infuscata
Cephalochrysa infuscata är en tvåvingeart som beskrevs av James 1950. Cephalochrysa infuscata ingår i släktet Cephalochrysa och familjen vapenflugor. Inga underarter finns listade i Catalogue of Life.